# 三浦雄一郎75歳 世界最高峰エベレストに挑む!
日本テレビ開局55年記念番組 三浦雄一郎75歳 世界最高峰エベレストに挑む!（にほんてれびかいきょく55ねんきねんばんぐみ みうらゆういちろう75さい せかいさいこうほうエベレストにいどむ!）は、2008年7月20日の15:00 - 16:25（JST）に日本テレビ系列で放送された単発のドキュメンタリー番組である。2008年8月1日の19:00 - 20:25にBS日テレで再放送された。

## 概要
2008年5月26日、75歳で2度目のエベレスト登頂を成し遂げた三浦雄一郎のエベレストでの一部始終を追ったドキュメンタリー。

## 出演
三浦雄一郎、三浦豪太、三浦雄大、村口徳行、五十嵐和哉 他

## スタッフ
- 総合演出･構成：千野克彦
- 語り：槇大輔
- 撮影：村口徳行、毛利立夫、小林幸男
- 技術：新名大作、高橋一徳
- 編集：福田豊、馬場勝
- EED：廣川秀樹
- MA：山崎秀二、小林陽子
- 音楽効果：大谷敏夫
- CG：青木伸治
- TK：長坂真由美
- デスク：小早川純世
- 編成：越部憲洋
- 広報：浜崎英人
- 写真提供：毎日新聞社
- 技術協力：鴇田晴海（EAT）
- 協力：ミウラ・ドルフィンズ、ウェック・トレック、土浦協同病院
- 制作協力：東京映像社
- アシスタントプロデューサー：山岸悟（東京映像社）、本橋奈緒子（東京映像社）
- アシスタントディレクター：加藤絵美
- 統括ディレクター：山見穣太郎
- ディレクター：関根龍太郎
- プロデューサー：湯元敏浩、大滝勝（東京映像社）、太田尚（東京映像社）
- チーフプロデューサー：実成俊也
- 製作著作：日本テレビ